# El canto del cisne (película)
 El canto del cisne  es una película en blanco y negro de Argentina dirigida por Carlos Hugo Christensen sobre el guion de César Tiempo que se estrenó el 27 de abril de 1945 y que tuvo como protagonistas a Mecha Ortiz, Roberto Escalada, Miguel Gómez Bao y Nicolás Fregues. El filme contó con la colaboración de Francisco Oyarzábal en el encuadre y fue parcialmente rodado en Bariloche y los lagos del Sur. Por su actuación en la película Mecha Ortiz fue galardonada con el Cóndor de Plata a la mejor actriz. 

## Sinopsis
El apasionado y atormentado romance entre una mujer y un joven compositor.

## Reparto
Intervinieron en el filme los siguientes intérpretes:
- Mecha Ortiz ...	Flora Jordán
- Roberto Escalada 	 ...	Miguel Ángel
- Miguel Gómez Bao ...	Mendoza
- Nicolás Fregues ...	Leopoldo Jordán
- Nelly Darén ...	Susana Jordán
- Esperanza Palomero
- Aurelia Ferrer
- Juan Corona ...	Doctor Menéndez
- Susana Freyre ...	Sofía
- Rita Juárez 	 ...	Beatriz
- María Armand ...	Dora
- Ernesto Villegas

## Comentarios
Roland en Crítica dijo que la película era otra Safo de muy mejorada realización en tanto Calki opinó en El Mundo:

”Un film de jerarquía, con firme unidad de tono y pujante expresión… Mecha Ortiz intensa, plena de sinceridad, la mejor de cuantas ha hecho en el cine.”

Manrupe y Portela comentan:

”Estudio y director insisten con el tema y la pareja de Safo… El resultado es una variante menos prestigiosa que el original, pero con nivel visual y buena actuación de la protagonista”